# Trassem

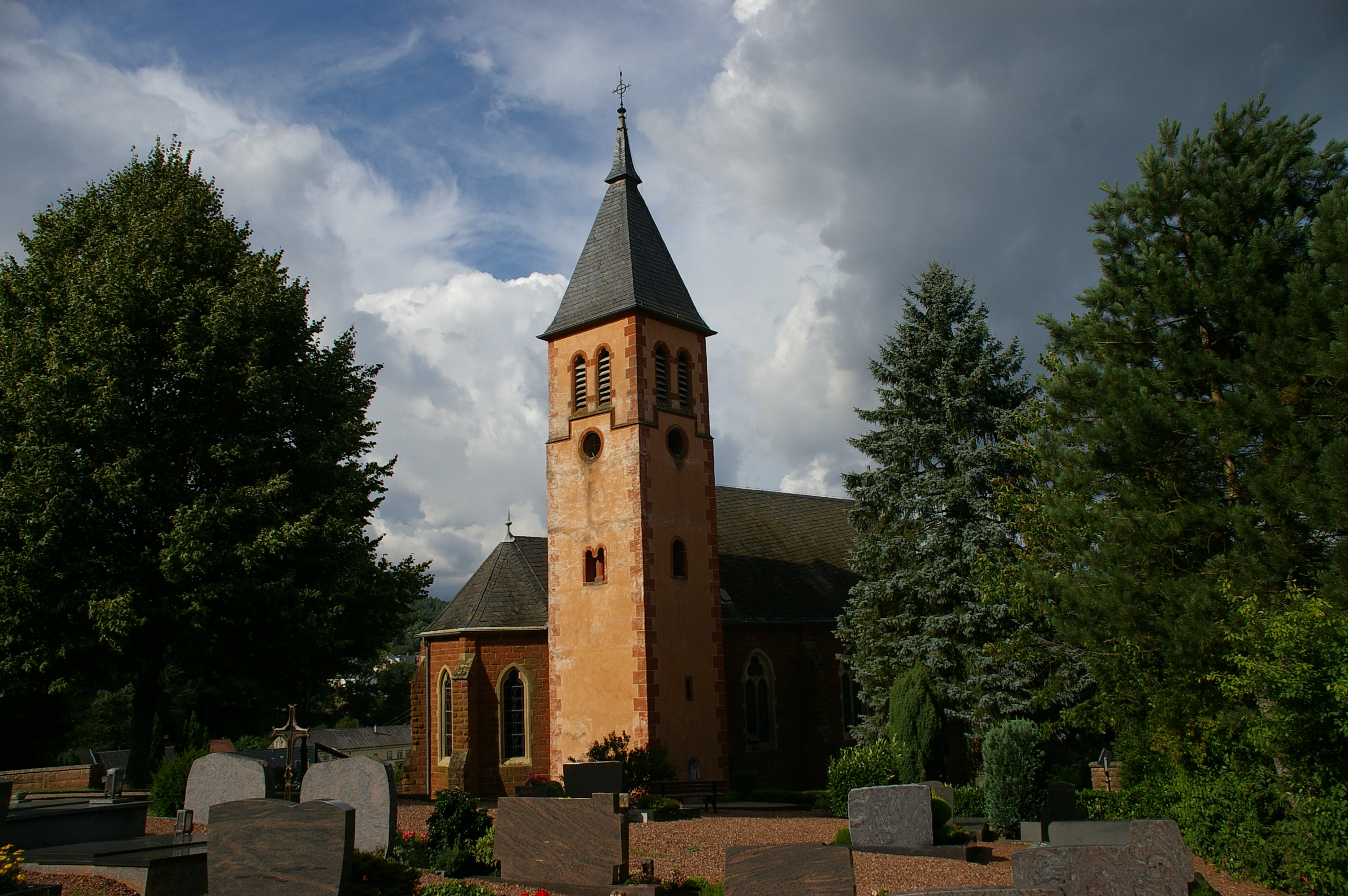
Kath. Pfarrkirche St. Erasmus in Trassem

Trassem ist eine Ortsgemeinde im Landkreis Trier-Saarburg in Rheinland-Pfalz. Sie gehört der Verbandsgemeinde Saarburg-Kell an.

## Geographie
Trassem liegt an der Leuk, einem kleinen Nebengewässer der Saar. Trassem besteht aus dem Hauptort Trassem und dem mit dem Ort verbundenen Ortsteil Perdenbach.

## Geschichte

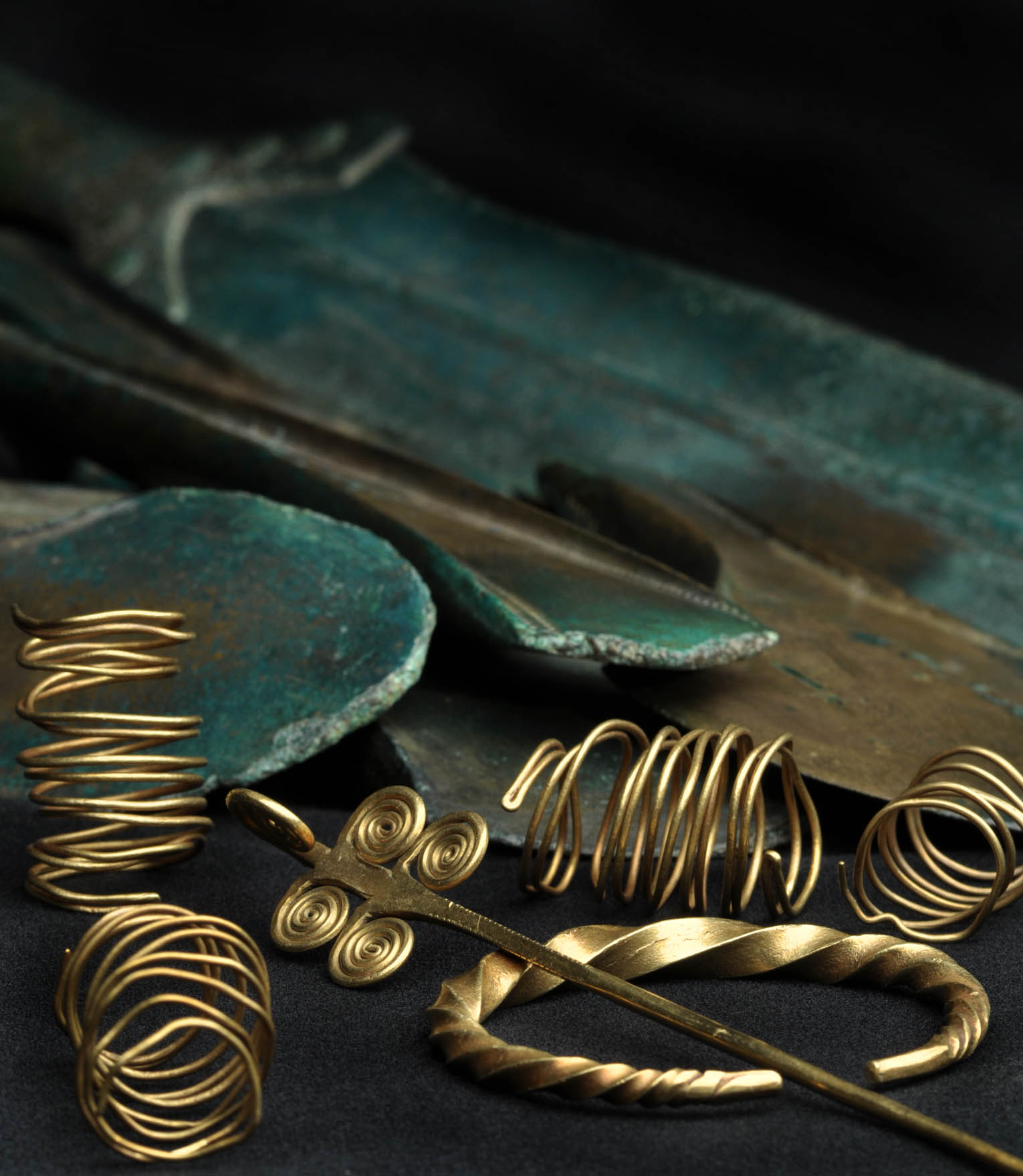
Bronzezeitlicher Hortfund aus Trassem

Funde aus der Steinzeit und der Urnenfelderstufe im Gemeindewald Anfang des 20. Jahrhunderts lassen auf eine frühe Besiedlung schließen. Ein wichtiger Fund ist dabei der Hortfund aus der Bronzezeit, der im Rheinischen Landesmuseum Trier aufbewahrt wird. Er besteht aus einem Armreif und einer Nadel aus Gold, Goldspiralen sowie einem Kurzschwert und Bronzebeilklingen. Er wurde vor ca. 3600 Jahren zwischen Steinen versteckt. Der Fund gilt als Opfergabe an göttliche Mächte, könnte aber auch eine zu Lebzeiten vorgenommene Ausstattung für das Jenseits darstellen. Da Funde bronzezeitlicher Metallgegenstände in dieser Region relativ selten sind, ist dieser Fund ein wichtiges Zeugnis für diese Epoche.
Urkundlich wird Trassem als „Sent Erasmen“ erstmals 1337 in einer Lehensurkunde der Freudenburg erwähnt, der Ortsteil Perdenbach als Pertenbach um 1450. Seit der Etablierung von Kurtrier gehörte Trassem zu diesem. 1689 wurde das „Haus des Meiers des kurfürstlichen Grundgerichts Trassem“ erbaut (heute: Kirchstraße 25).
1794 wurde Trassem, wie das gesamte linksrheinische Gebiet Deutschlands, von französischen Revolutionstruppen besetzt. Bis 1814 ins französische Rechts- und Staatsgebiet annektiert. Im Zuge der Neueinteilung Europas beim Wiener Kongress (1815) kam das Dorf 1816 als Teil des Kreises Saarburg im Regierungsbezirk Trier in der Rheinprovinz zu Preußen.
Im Zweiten Weltkrieg wurde die Bevölkerung Trassems aufgrund der Frontnähe zwei Mal evakuiert: 1939 wurden Familien mit der Habe eines Koffers bis nach Sachsen-Anhalt und Mecklenburg evakuiert. Das erfolgte im Herbst 1944 noch einmal, jedoch nur bis in den Hunsrück-Nahe-Raum.
Am 18. Juli 1946 wurde Trassem gemeinsam mit weiteren 80 Gemeinden der Landkreise Trier und Saarburg dem im Februar 1946 von der übrigen französischen Besatzungszone abgetrennten Saargebiet angegliedert, das zu der Zeit nicht mehr dem Alliierten Kontrollrat unterstand. Am 6. Juni 1947 wurde diese territoriale Ausgliederung bis auf 21 Gemeinden wieder zurückgenommen, damit kam Trassem an das 1946 neugebildete Land Rheinland-Pfalz.

### Wegekreuze in Trassem

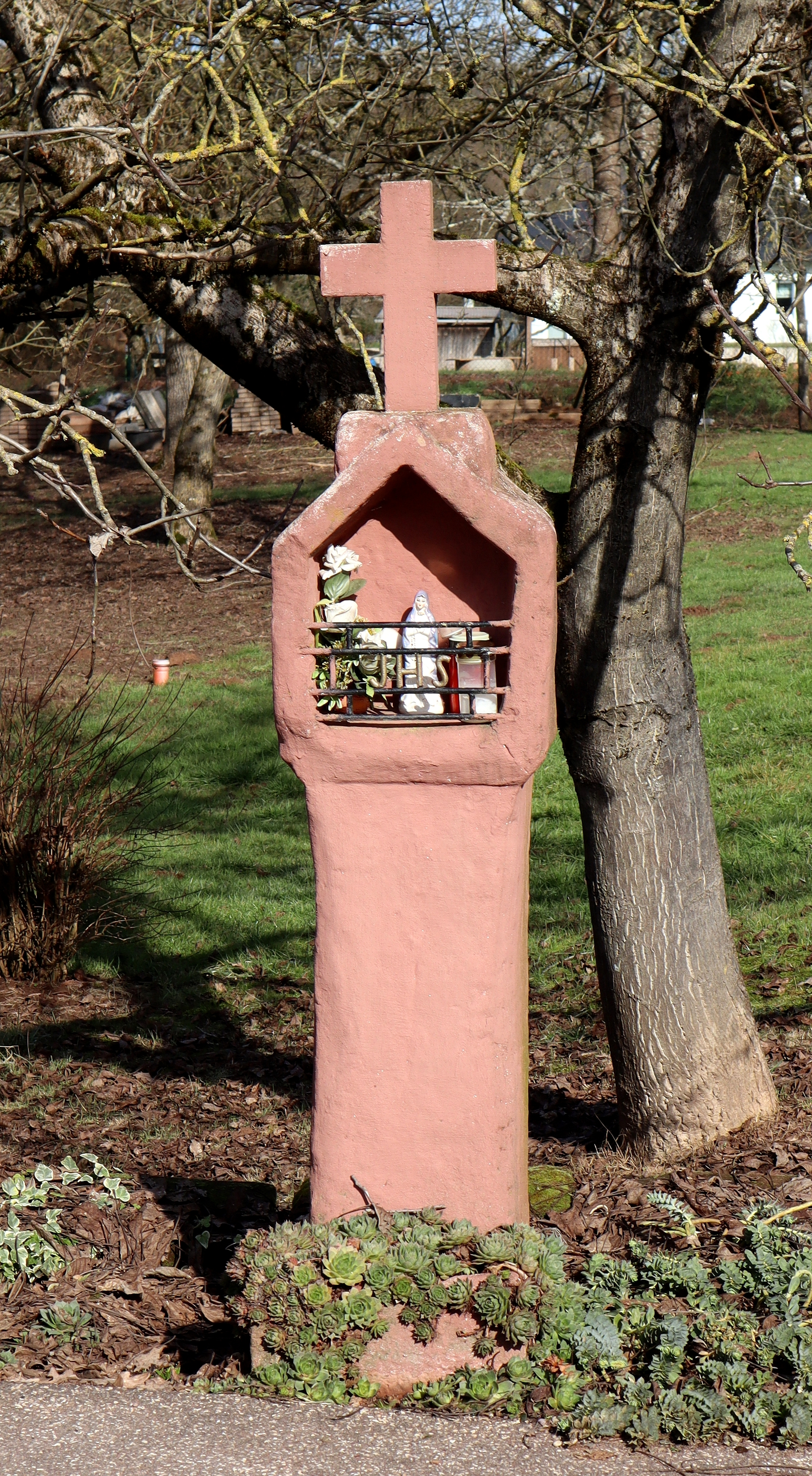
Wegekreuz (ca. 1600) an der Leukbrücke
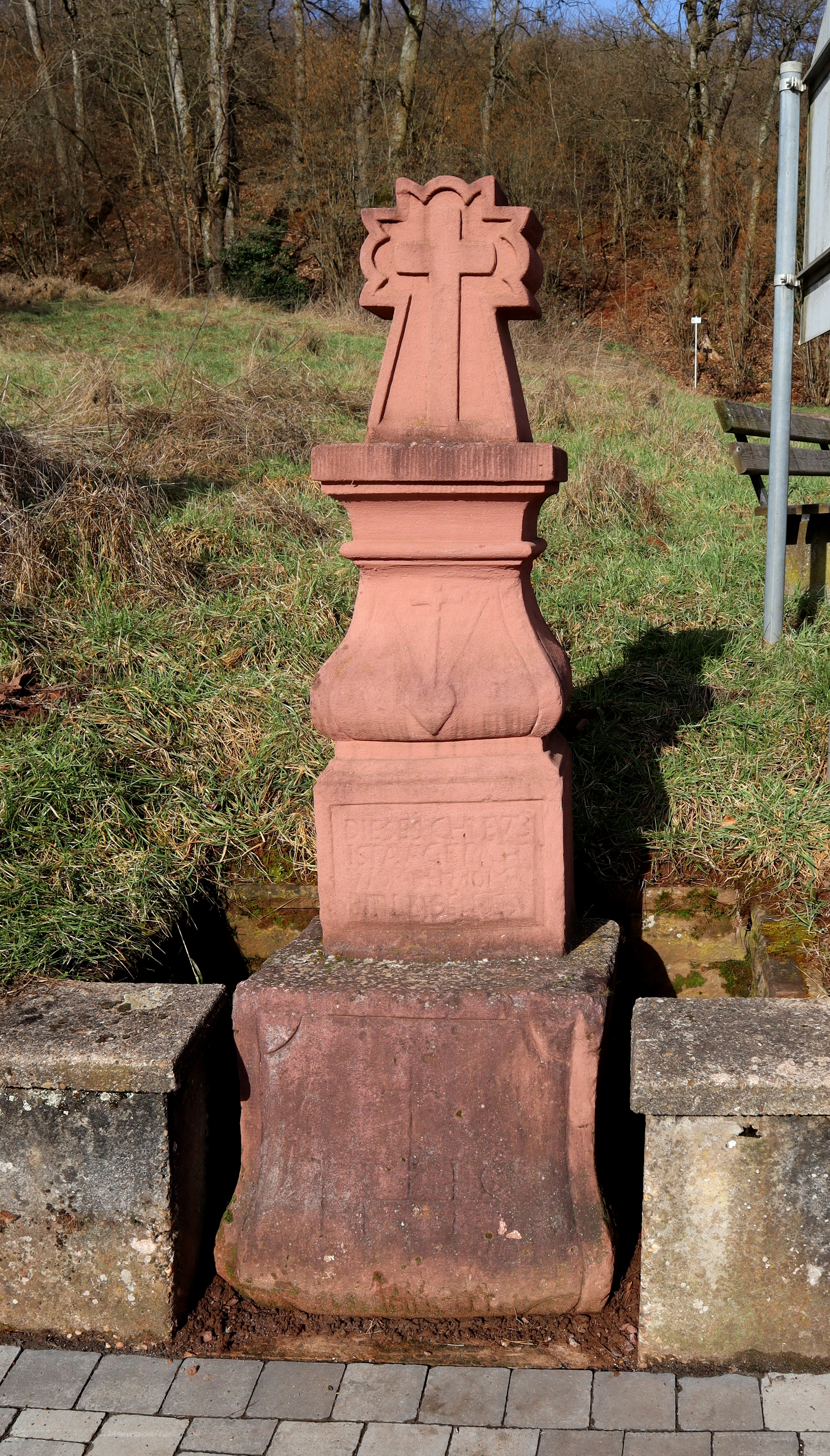
Wegekreuz (1710), Kehrbachstraße / Saarburger Straße
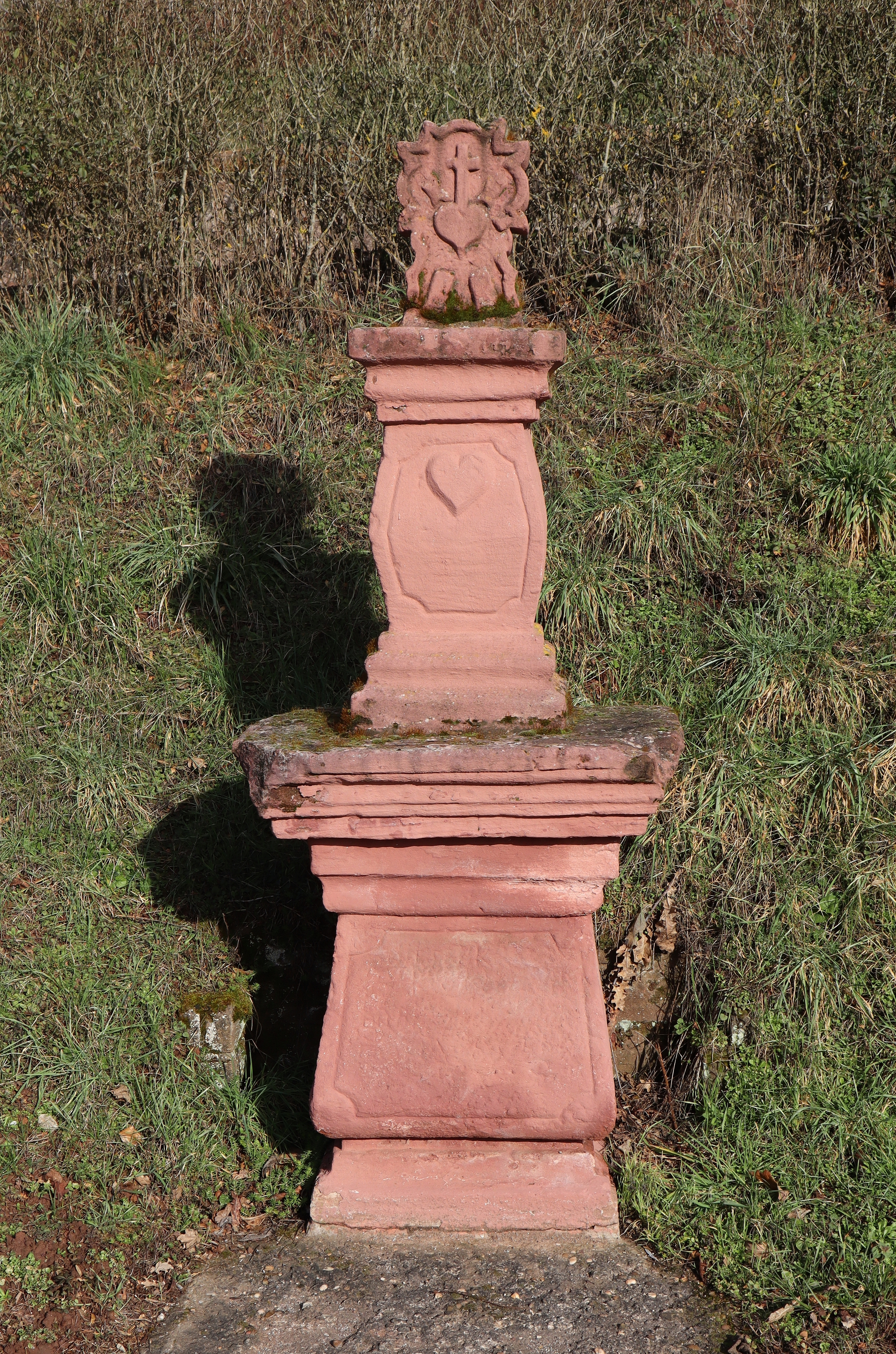
Wegekreuz (18. Jh.), Kehrbachstraße 16
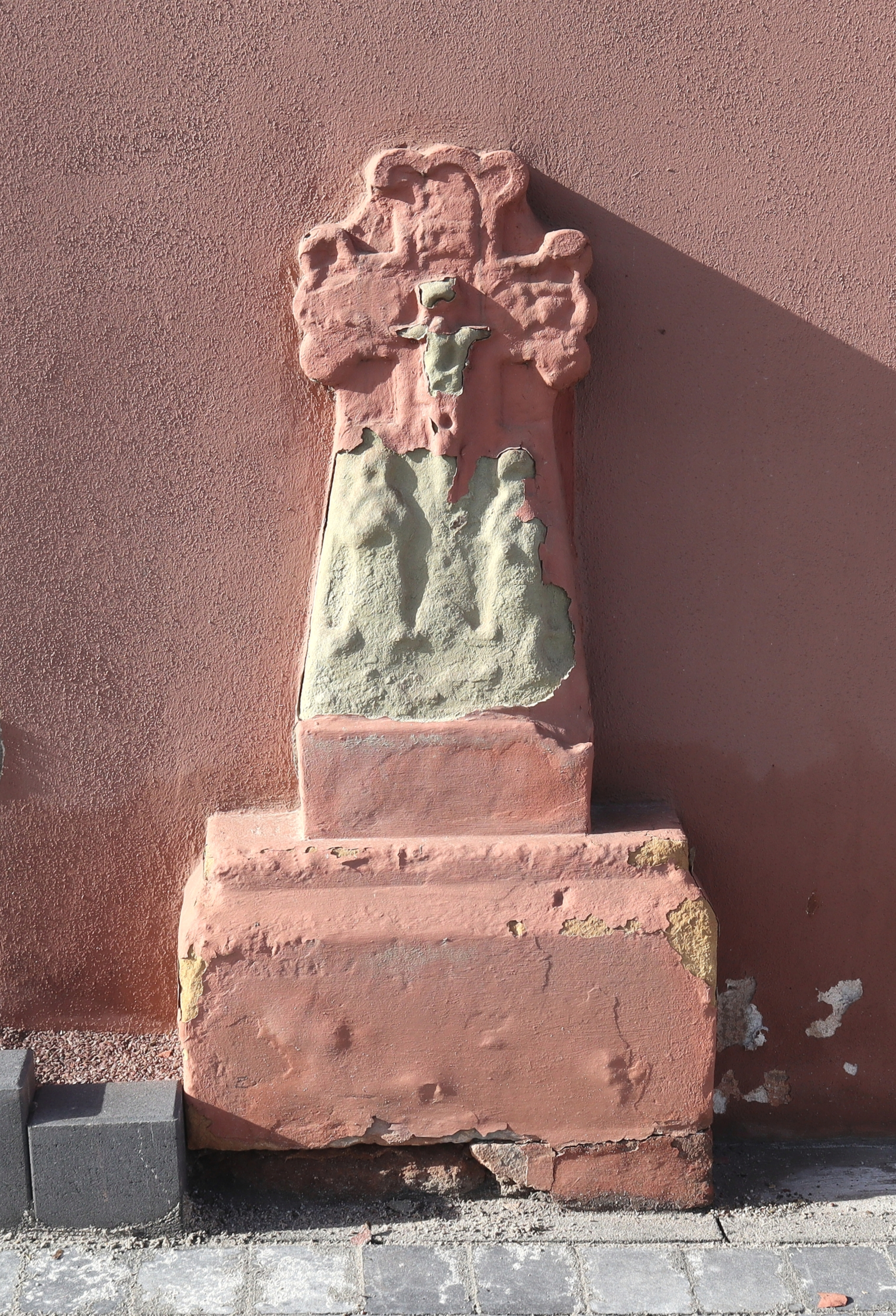
Wegekreuz (18. Jh.), Kirchstraße 9
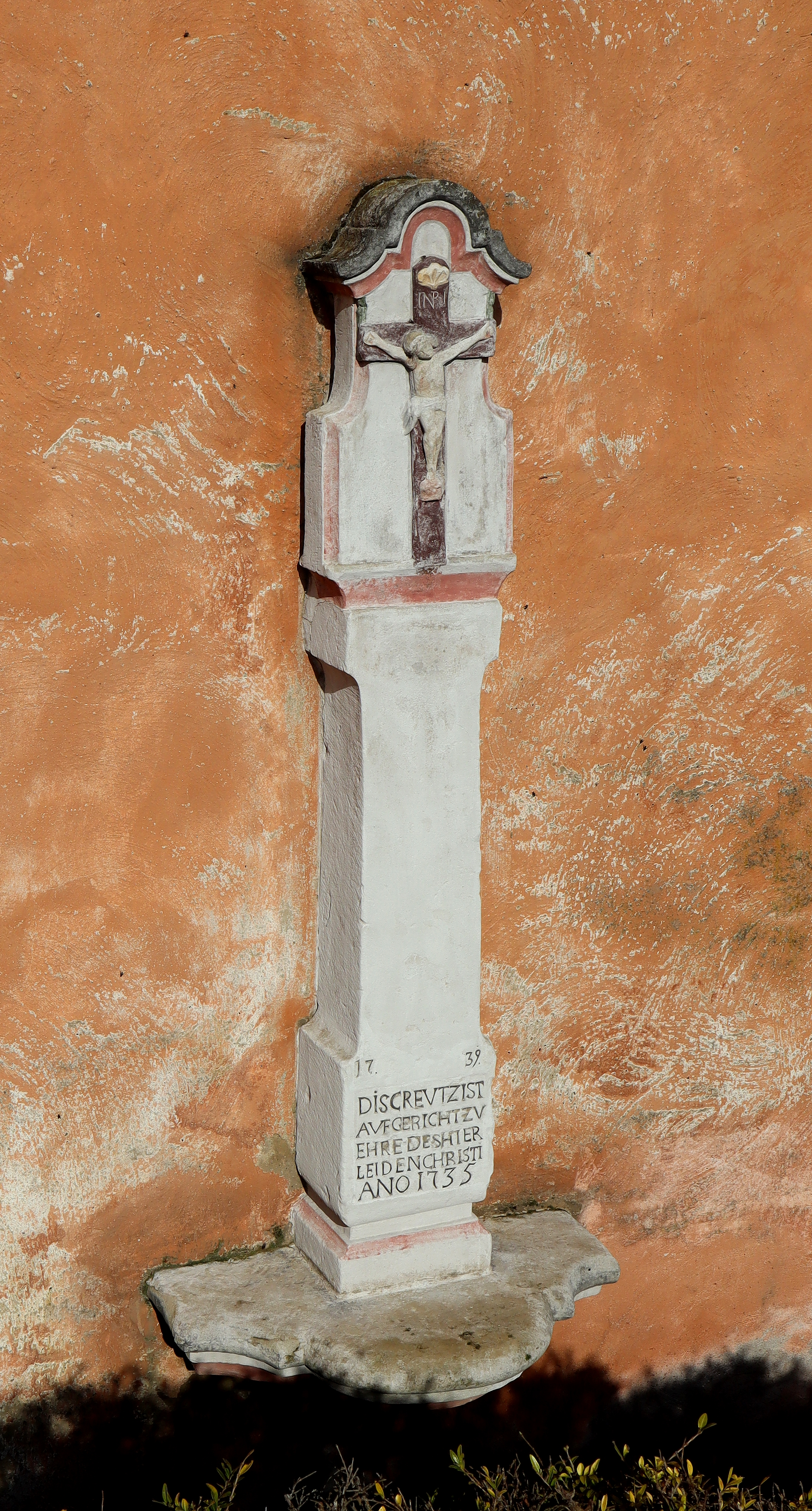
Wegekreuz (1735) am Glockenturm der Pfarrkirche St. Erasmus

### Bevölkerungsentwicklung
Die Entwicklung der Einwohnerzahl von Trassem, die Werte von 1871 bis 1987 beruhen auf Volkszählungen:
| Jahr | Einwohner |
| ---- | --------- |
| 1815 | 350       |
| 1835 | 488       |
| 1871 | 505       |
| 1905 | 486       |
| 1939 | 598       |
| 1950 | 650       |
| 1961 | 731       |

| Jahr | Einwohner |
| ---- | --------- |
| 1970 | 888       |
| 1987 | 855       |
| 1997 | 1.057     |
| 2005 | 1.173     |
| 2011 | 1.176     |
| 2017 | 1.163     |
| 2023 | 1.111     |

## Politik

### Gemeinderat
Der Ortsgemeinderat in Trassem besteht aus 16 Ratsmitgliedern, die bei der Kommunalwahl am 9. Juni 2024 in einer personalisierten Verhältniswahl gewählt wurden, und dem ehrenamtlichen Ortsbürgermeister als Vorsitzendem.
Die Sitzverteilung im Ortsgemeinderat:
| Wahl | SPD | CDU | BfT * | NLT * | FWG | Gesamt   |
| ---- | --- | --- | ----- | ----- | --- | -------- |
| 2024 | –   | –   | 5     | 11    | –   | 16 Sitze |
| 2019 | –   | 10  | 6     | –     | –   | 16 Sitze |
| 2014 | 4   | 9   | –     | –     | 3   | 16 Sitze |
| 2009 | 5   | 9   | –     | –     | 2   | 16 Sitze |
| 2004 | 3   | 9   | –     | –     | 4   | 16 Sitze |

### Ortsbürgermeister
Udo Hölzemer (NLT) wurde am 12. September 2024 Ortsbürgermeister von Trassem. Bei der Direktwahl am 9. Juni 2024 war er als einziger Bewerber mit einem Stimmenanteil von 70,2 % für fünf Jahre gewählt worden.
Hölzemers Vorgänger Roland Konter (CDU) hatte das Amt im Juli 2014 übernommen. Bei der Direktwahl am 26. Mai 2019 wurde er mit einem Stimmenanteil von 64,81 % für weitere fünf Jahre in seinem Amt bestätigt. Bei der Wahl 2024 trat Konter nicht erneut an. Konters Vorgänger Wolfgang Benter (CDU) hatte das Amt zehn Jahre ausgeübt, war 2014 aber nicht erneut angetreten.

## Wirtschaft
Die Ortsgemeinde Trassem-Perdenbach ist eine Pendlergemeinde zum Oberzentrum Trier, dem Mittelzentrum Saarburg und nach Luxemburg. Wichtigster Arbeitgeber vor Ort ist die Tourismusbranche.
Durch Trassem verläuft die Bundesstraße B407. Bis Ende der 1980er-Jahre zudem die Bundesstraße B51. Diese gabelten sich am südlichen Ortsende. Die B51 wurde im Zuge der Saarkanalisierung auf das rechte Saarufer verlegt. Der nächstgelegene Bahnhof ist in Saarburg, der nächstgelegene Flughafen ist Luxemburg-Findel.

## Persönlichkeiten
- Ulrich Nußbaum (* 1957), Jurist und parteiloser Politiker, von 2009 bis 2014 Finanzsenator in Berlin.